# Greatest Hits (Kylie Minogue-album, 2002)
A Greatest Hits (a lemez hátsó borítóján Greatest Hits 87–92 címen van említve) Kylie Minogue ausztrál énekesnő második válogatása. 2002 november 18-án adta ki a PWL kiadó és a PWL-es korszakából származó lemezekről, mint a Kylie (1988), az Enjoy Yourself (1989), a Rhythm of Love (1990), a Let’s Get to It (1991) és a Greatest Hits (1992) származó dalokat tartalmaz.
A lemez felújított változata, mely a Greatest Hits 87–97 címet kapta 2003 november 24-én jelent meg a PWL és BMG által, melyet a Jive kiadó forgalmazott, köszönhetően a Body Language album 2004 eleji megjelenésének. Ennek a verziónak a borítóját 1990-ben Simon Fowler brit fotográfus fényképezte. Ez a verzió a Kylie Minogue (1994) és az Impossible Princess (1997) lemezekről tartalmaz dalokat és remixeket. A lemez pozitív kritikákat kapott.

## Háttér és kidolgozás
Minogue hatalmas sikerű nyolcadik stúdióalbuma, a Fever után a BMG egy válogatáslemez kiadása mellett döntött.
A 2002-es album borítójának egy Jasper James fotográfus által készített úgynevezett stock fotót használtak, melyet Johnny Loftus az Allmusic-tól gyenge minőségűnek titulált. A lemez későbbi felújított verziójának borítójához egy olyan képet használtak, mely egy Simon Fowler-rel való fotózáson készült 1990-ben.

## A kritikusok értékelései
Greatest Hits
Johnny Loftus az AllMusic-tól két csillagot adott a lemeznek az ötből mondván, hogy semmi olyan nincs az albumon, aminek „nagyon exkluzív” érzete lenne és hogy a remixek könnyen elérhetőek minden hallgatónak. Az olvasóknak inkább a 2003-as verziót javasolta, mely egy sokkal jobb opció az átlagos hallgatónak.
Greatest Hits 87–97
Chris True az Allmusic-tól négy csillagot adott a lemeznek az ötből. Egy nagyon helytálló antológiának tartotta arról a 15 évről, melyet az amerikaiak veszítettek Minogue első amerikai sikere, a „The Loco-Motion” és a legújabb „Can’t Get You Out of My Head” között.

## Kereskedelmi fogadtatás
Az Egyesült Királyságban a lemez a 20. helyet szerezte meg és 13 hétig szerepelt a listán.

## Számlista
Az összes dalt Mike Stock, Matt Aitken és Pete Waterman írta és produkálta, kivéve, ha megjegyeztük.

### Greatest Hits
| 1.  | I Should Be So Lucky                                |                                               |                                     | 3:24 |
| 2.  | The Loco-Motion (7" Mix)                            | Gerry Goffin, Carole King                     |                                     | 3:14 |
| 3.  | Hand on Your Heart                                  |                                               |                                     | 3:51 |
| 4.  | Got to Be Certain                                   |                                               |                                     | 3:18 |
| 5.  | Better the Devil You Know                           |                                               |                                     | 3:54 |
| 6.  | Wouldn’t Change a Thing                             |                                               |                                     | 3:14 |
| 7.  | Celebration                                         | Robert Bell, James Taylor                     | Phil Harding, Ian Curnow            | 3:57 |
| 8.  | Never Too Late                                      |                                               |                                     | 3:23 |
| 9.  | What Do I Have to Do (7" Mix)                       |                                               |                                     | 3:33 |
| 10. | Je Ne Sais Pas Pourquoi                             |                                               |                                     | 4:01 |
| 11. | Where in the World?                                 | Mike Stock, Pete Waterman, Kylie Minogue      | Stock, Waterman                     | 3:32 |
| 12. | Step Back in Time                                   |                                               |                                     | 3:05 |
| 13. | Especially for You (duett Jason Donovannal)         |                                               |                                     | 3:59 |
| 14. | Say the Word - I’ll Be There                        | Stock, Waterman, Minogue                      | Stock, Waterman                     | 4:10 |
| 15. | Shocked (DNA 7" Mix feat. Jazzy P)                  | Stock, Matt Aitken, Waterman, Pauline Bennett | Stock Aitken Waterman, DNA          | 3:10 |
| 16. | Word is Out                                         | Stock, Waterman                               | Stock, Waterman                     | 3:35 |
| 17. | Made in Heaven                                      |                                               |                                     | 3:33 |
| 18. | What Kind of Fool (Heard All That Before)           | Stock, Waterman, Minogue                      | Stock, Waterman                     | 3:43 |
| 19. | Give Me Just a Little More Time                     | Edyth Wayne, Ronald Dunbar                    | Stock, Waterman                     | 3:08 |
| 20. | Finer Feelings (Brothers in Rhythm 7" Mix)          | Stock, Waterman                               | Stock, Waterman, Brothers in Rhythm | 3:48 |
| 21. | If You Were with Me Now (duett Keith Washingtonnel) | Stock, Waterman, Minogue, Keith Washington    | Stock, Waterman                     | 3:12 |
| 22. | Tears on My Pillow                                  | Sylvester Bradford, Al Lewis                  |                                     | 2:29 |

| 1.  | Hand on Your Heart (W.I.P. 2002 Mix)                             |                 | Stock Aitken Waterman, Work in Progress  | 6:03 |
| 2.  | I Should Be So Lucky (Extended Mix)                              |                 |                                          | 6:05 |
| 3.  | The Loco-Motion (OZ Tour Mix)                                    | Goffin, C. King |                                          | 5:40 |
| 4.  | Made in Heaven (Heaven Scent Mix)                                |                 |                                          | 4:43 |
| 5.  | Wouldn’t Change a Thing (The Espagna Mix)                        |                 | Stock Aitken Waterman, Tony King         | 5:51 |
| 6.  | Step Back in Time (Harding Curnow Remix)                         |                 | Stock Aitken Waterman, Harding, Curnow   | 6:46 |
| 7.  | Shocked (Harding Curnow Mix)                                     |                 | Stock Aitken Waterman, Harding, Curnow   | 7:31 |
| 8.  | Word is Out (Summer Breeze Mix)                                  | Stock, Waterman | Stock, Waterman, T. King, Asha Elfenbien | 7:41 |
| 9.  | Celebration (Techno Rave Remix)                                  | Bell, Taylor    | Harding, Curnow, Barry Stone, Les Sharma | 6:43 |
| 10. | Better the Devil You Know (Movers & Shakers Alternative 12" Mix) |                 | Stock Aitken Waterman, Movers & Shakers  | 6:28 |
| 11. | What Do I Have to Do (Movers & Shakers 12" Mix)                  |                 | Stock Aitken Waterman, Movers & Shakers  | 8:49 |

### Greatest Hits 87–97
| 1.  | I Should Be So Lucky                                |                                      |                                     | 3:24 |
| 2.  | The Loco-Motion (7" Mix)                            | Goffin, C. King                      |                                     | 3:14 |
| 3.  | Hand on Your Heart                                  |                                      |                                     | 3:51 |
| 4.  | Got to Be Certain                                   |                                      |                                     | 3:18 |
| 5.  | Better the Devil You Know                           |                                      |                                     | 3:54 |
| 6.  | Wouldn’t Change a Thing                             |                                      |                                     | 3:14 |
| 7.  | Celebration                                         | Bell, Taylor                         | Harding, Curnow                     | 3:57 |
| 8.  | Never Too Late                                      |                                      |                                     | 3:23 |
| 9.  | What Do I Have to Do (7" Mix)                       |                                      |                                     | 3:33 |
| 10. | Je Ne Sais Pas Pourquoi                             |                                      |                                     | 4:01 |
| 11. | Where in the World?                                 | Stock, Waterman, Minogue             | Stock, Waterman                     | 3:32 |
| 12. | Step Back in Time                                   |                                      |                                     | 3:05 |
| 13. | Especially for You (duett Jason Donovannal)         |                                      |                                     | 3:59 |
| 14. | Say the Word - I’ll Be There                        | Stock, Waterman, Minogue             | Stock, Waterman                     | 4:10 |
| 15. | Shocked (DNA 7" Mix feat. Jazzi P)                  | Stock, Aitken, Waterman, Bennett     | Stock Aitken Waterman, DNA          | 3:10 |
| 16. | Word is Out                                         | Stock, Waterman                      | Stock, Waterman                     | 3:35 |
| 17. | Made in Heaven                                      |                                      |                                     | 3:33 |
| 18. | What Kind of Fool (Heard All That Before)           | Stock, Waterman, Minogue             | Stock, Waterman                     | 3:43 |
| 19. | Give Me Just a Little More Time                     | Wayne, Dunbar                        | Stock, Waterman                     | 3:08 |
| 20. | Finer Feelings (Brothers in Rhythm 7" Mix)          | Stock, Waterman                      | Stock, Waterman, Brothers in Rhythm | 3:48 |
| 21. | If You Were with Me Now (duett Keith Washingtonnel) | Stock, Waterman, Minogue, Washington | Stock, Waterman                     | 3:12 |
| 22. | Tears on My Pillow                                  | Bradford, Lewis                      |                                     | 2:29 |

| 1.  | Confide in Me (Radio Edit)                                       | Steve Anderson, Dave Seaman, Owain Barton | Brothers in Rhythm                      | 4:24 |
| 2.  | Put Yourself in My Place (Radio Edit)                            | Jimmy Harry                               | Harry                                   | 4:11 |
| 3.  | Did It Again (Radio Edit)                                        | Minogue, Anderson, Seaman                 | Brothers in Rhythm                      | 3:47 |
| 4.  | Breathe (Radio Edit)                                             | Minogue, Dave Ball, Ingo Vauk             | Minogue, Ball, Vauk                     | 3:39 |
| 5.  | Hand on Your Heart (W.I.P. 2002 Mix)                             |                                           | Stock Aitken Waterman, Work in Progress | 6:03 |
| 6.  | I Should Be So Lucky (Extended Mix)                              |                                           |                                         | 6:05 |
| 7.  | The Loco-Motion (OZ Tour Mix)                                    | Goffin, C. King                           |                                         | 5:40 |
| 8.  | Wouldn’t Change a Thing (The Espagna Mix)                        |                                           | Stock Aitken Waterman, T. King          | 5:51 |
| 9.  | Step Back in Time (Harding Curnow Remix)                         |                                           | Stock Aitken Waterman, Harding, Curnow  | 6:46 |
| 10. | Shocked (Harding Curnow Mix)                                     |                                           | Stock Aitken Waterman, Harding, Curnow  | 7:31 |
| 11. | Better the Devil You Know (Movers & Shakers Alternative 12" Mix) |                                           | Stock Aitken Waterman, Movers & Shakers | 6:28 |
| 12. | What Do I Have to Do? (Movers & Shakers 12" Mix)                 |                                           | Stock Aitken Waterman, Movers & Shakers | 8:49 |

## Helyezések
| Albumlista (2002–03)     | Legjobb helyezés |
| ------------------------ | ---------------- |
| Egyesült Királyság (OCC) | 20               |

| Albumlista (2003) | Legjobb helyezés |
| ----------------- | ---------------- |
| Japán (Oricon)    | 56               |

| DVD-lista (2003)         | Legjobb helyezés |
| ------------------------ | ---------------- |
| Egyesült Királyság (OCC) | 9                |

| DVD-lista (2003) | Legjobb helyezés |
| ---------------- | ---------------- |
| Japán (Oricon)   | 131              |

## Minősítések és eladási adatok
Greatest Hits
| Ország                   | Minősítés    | Eladás   | Alapul        |
| ------------------------ | ------------ | -------- | ------------- |
| Egyesült Királyság (BPI) | Platinalemez | 300 000+ | Szállításokon |

Greatest Hits (DVD verzió)
| Ország                   | Minősítés  | Eladás  | Alapul        |
| ------------------------ | ---------- | ------- | ------------- |
| Egyesült Királyság (BPI) | Aranylemez | 25 000+ | Szállításokon |